# 健那绿B
健那绿B（英語：Janus Green B），又名詹纳斯绿B，简称健那绿或詹纳斯绿，是一種对线粒体专一的活体染料，具有脂溶性，能跨过细胞膜，有染色能力的基团带正电，结合在负电性性的线粒体内膜上，内膜的细胞色素c氧化酶使染料保持氧化状态，呈现蓝绿色，而在胞质内，染料被还原成无色。线粒体浸没在詹纳斯绿B中能维持活性数小时，可直接观察到生活状态线粒体的外形、分布及运动。线粒体制品经詹纳斯绿B染色后，光学显微镜下（放大100倍）能够发现是否有线粒体存在及它的大小、形状、数量和结构。